# ATP Challenger Madrid
Das ATP Challenger Madrid (offizieller Name: Grand Prix by Mercedes Benz Open Comunidad de Madrid) ist ein 2011 und 2012 sowie seit 2022 stattfindendes Tennisturnier in der spanischen Hauptstadt Madrid. Es ist Teil der ATP Challenger Tour und wird im Club de Campo Villa de Madrid im Freien auf Sand ausgetragen. Schon 1999 fand in Madrid ein Challenger-Turnier statt. Daniel Gimeno Traver stand sowohl im Einzel als auch im Doppel bei jeder Austragung im Finale, wobei er den Einzel- und den Doppelwettbewerb je einmal gewinnen konnte.

## Liste der Sieger

### Einzel
| Jahr                         | Sieger                  | Finalgegner          | Ergebnis       |
| ---------------------------- | ----------------------- | -------------------- | -------------- |
| 2025                         | Kamil Majchrzak         | Marin Čilić          | 6:3, 4:6, 6:4  |
| 2024                         | Stefano Napolitano      | Leandro Riedi        | 6:3, 6:3       |
| 2023                         | Alexander Schewtschenko | Pedro Cachín         | 6:4, 6:3       |
| 2022                         | Pedro Cachín            | Marco Trungelliti    | 6:3, 6:73, 6:3 |
| 2013–2021: nicht ausgetragen |                         |                      |                |
| 2012                         | Daniel Gimeno Traver    | Jan-Lennard Struff   | 6:4, 6:2       |
| 2011                         | Jérémy Chardy           | Daniel Gimeno Traver | 6:1, 5:7, 7:63 |
| 2000–2010: nicht ausgetragen |                         |                      |                |
| 1999                         | Ota Fukárek             | Gōichi Motomura      | 6:2, 6:7, 7:5  |

### Doppel
| Jahr                         | Sieger                               | Finalgegner                               | Ergebnis          |
| ---------------------------- | ------------------------------------ | ----------------------------------------- | ----------------- |
| 2025                         | Francisco Cabral Lucas Miedler       | Jakub Paul David Pel                      | 7:62, 6:4         |
| 2024                         | Harri Heliövaara Henry Patten        | Guido Andreozzi Miguel Ángel Reyes Varela | 7:5, 7:61         |
| 2023                         | Iwan Ljutarewitsch Wladyslaw Manafow | Patrik Niklas-Salminen Bart Stevens       | 6:4, 6:4          |
| 2022                         | Adam Pavlásek Igor Zelenay           | Rafael Matos David Vega Hernández         | 6:3, 3:6, [10:6]  |
| 2013–2021: nicht ausgetragen |                                      |                                           |                   |
| 2012                         | Daniel Gimeno Traver Iván Navarro    | Colin Ebelthite Jaroslav Pospíšil         | 6:2, 4:6, [10:7]  |
| 2011                         | David Marrero Rubén Ramírez Hidalgo  | Daniel Gimeno Traver Morgan Phillips      | 6:4, 6:78, [11:9] |
| 2000–2010: nicht ausgetragen |                                      |                                           |                   |
| 1999                         | Thomas Shimada Myles Wakefield       | David Di Lucia Stefano Pescosolido        | 6:3, 7:6          |